# Planerhof
Der Planerhof ist ein Bauwerk in Darmstadt.

## Geschichte und Beschreibung
Das Privathaus des Darmstädter Architekten Ernst Neufert wurde im Jahre 1950 erbaut und ist ein Entwurf des Planers selbst.
Der Planerhof diente diesem als Atelier- und Wohnhaus.
Das flache Bauwerk ist winkelförmig angelegt.
Die Hausflügel gruppieren sich um einen nach Süden hin offenen Innenhof.
Die Wände aus Klinkersteinen wurden dekorativ vermauert.
Im Innenhof befand sich ein Gartenteich, der durch die neuen Eigentümer durch einen Swimmingpool ersetzt wurde
Im ehemaligen Büro des Planers steht noch sein Schreibtisch.